# Isao Takahata
Isao Takahata (japonsky 高畑勲, Takahata Isao; 29. října 1935, Udžijamada – 5. dubna 2018) byl jeden z nejslavnějších a nejuznávanějších tvůrců japonských animovaných filmů – anime. Spoluzaložil s Hajaem Mijazakim animátorské studio Ghibli, které také produkovalo jeho nejznámější filmy.
Jeho animované filmy pokrývají neobyčejně širokou škálu témat - jenom pod křídly studia Ghibli vytvoří válečný film (Hrob světlušek), psychologické romantické drama (Vzpomínky jako kapky deště), rodinnou komedii (Naši sousedé Jamadovi) a ekologický dobrodružný film (Pom poko). Zejména Hrob světlušek se dočkal popularity a mnoha kladných ohlasů a mnoho lidí jej považuje za jeden z nejlepších animovaných filmů všech dob.
Poté, co v roce 1959 Isao Takahata graduoval na Tokijské univerzitě, vstoupil do nově vytvořeného animátorského studia Tóei dóga, kde se krátce poté setkal se svým pozdějším dlouhodobým kolegou Mijazakim a kde také režíroval svůj první celovečerní film Taijó no ódži: Horus no daibóken (v překladu Horus: Princ slunce). Přestože byl film umělecky úspěšný, finančně selhal a v důsledku toho spolu s Mijazakim studio opustili, aby mohli pracovat na mnoha společných projektech. Na rozdíl od většiny ostatních režisérů anime Takahata nekreslí a před tím, než se stal režisérem, nikdy nepracoval jako animátor.

## Filmografie

### Televizní seriály
Tento seznam není zdaleka kompletní. Můžete pomoci Wikipedii tím, že ho rozšíříte.

### Režie
- Taijó no ódži: Horus no daibóken (1968)
- Panda kopanda (1972)
- Panda kopanda: Amefuri Circus no maki (1973)
- Džarinko Čie (1981)
- Sero-hiki no Gauche (1982)
- Janagawa horiwari monogatari (1983) – hraný dokument
- Hrob světlušek (1988)
- Vzpomínky jako kapky deště (1991)
- Pom poko (1994)
- Naši sousedé Jamadovi (1999)
- Fuju no hi (2003) – jeden z 35 režisérů z celého světa
- Kaguja-hime no monogatari (2013)

### Produkce
- Naušika z Větrného údolí (1984)
- Laputa: Zámek v oblacích (1986)
- Umi ga kikoeru (1993)